# Judenklub
Judenklub (em alemão:  Clube judeu) é um termo depreciativo e antissemita usado durante a era nazista na Alemanha e na Áustria, aplicado a clubes de futebol com forte herança e conexões judaicas. Alguns dos clubes mais proeminentes que foram assim descritos pelos nazistas foram o FC Bayern Munich, o FK Austria Wien, o Eintracht Frankfurt e o FSV Frankfurt.
Mais recentemente, o termo tem sido usado ocasionalmente na imprensa de língua alemã ao abordar gritos antissemitas e ataques de torcidas rivais a clubes não-alemães como Tottenham Hotspur, Ajax Amsterdam e KS Cracovia, que têm herança ou conexão judaica.

## FC Bayern de Munique
O FC Bayern Munich, fundado no boêmio subúrbio de Schwabing, em Munique, tinha um forte passado judeu antes da ascensão dos nazistas ao poder e conquistou seu primeiro campeonato alemão em 1932, sob a direção de um presidente e técnico judeu. Em 1933, o presidente Kurt Landauer, o diretor do departamento juvenil Otto Beer e o técnico Richard Dombi tiveram que deixar o clube por causa de sua origem judaica e, consequentemente, o clube declinou, perdendo um grande número de membros. O Bayern, muito menos popular entre os nazistas do que o rival local TSV 1860 Munich, teve um sucesso muito limitado no Gauliga Bayern durante esta era, mas continuou a cometer pequenos atos de desafio, como o time ter contatado o ex-presidente Landauer durante um amistoso na Suíça em 1943, para onde emigrou.
Por muitas décadas após o fim da Segunda Guerra Mundial, o passado judeu e os acontecimentos da era nazista receberam pouca atenção do clube até 2011, quando o livro Der FC Bayern und seine Juden (FC Bayern e seus judeus) foi publicado e o interesse renasceu. Até então, o clube, por vários motivos, relutava em abordar sua própria história durante a era nazista.

## FK Austria Wien
Assim como o Bayern de Munique, o FK Austria Wien, com sede em Viena, foi, desde sua formação, liderado e influenciado por cidadãos judeus. O clube enfrentou pouco comportamento antissemita até o Anschluss da Áustria na Alemanha nazista em março de 1938, mas isso mudou radicalmente a partir de então. Após o Anschluss, a Áustria foi forçada a mudar seu nome por um tempo para SC Ostmark, tendo que despejar todos os seus membros judeus e obtendo somente um sucesso limitado no Gauliga Ostmark durante esse tempo. O presidente judeu da Austria Wien, Michl Schwarz, escapou da Alemanha nazista como Kurt Landauer do Bayern de Munique, mas teve muito mais dificuldade em escapar da prisão e, como Landauer, liderou seu clube mais uma vez após a Segunda Guerra Mundial